# Frymartynizm
Frymartynizm – proces maskulinizacji płodu powodujący niepłodność samic niektórych ssaków (owiec, kóz, bydła), zachodzący u bliźniąt dwujajowych różnej płci.
Wynika z mieszania się krwi płodów. Podczas rozwoju ciąży mnogiej może dojść do wytworzenia połączeń naczyniowych – anastomoz – między łożyskami rozwijających się płodów i w przypadku ciąży różnopłciowej u płodu żeńskiego pod wpływem hormonów produkowanych przez gonadę męską może dojść do zaburzenia wytworzenia narządów rozrodczych żeńskich oraz zawsze bezpłodności. Jeśli gonada męska rozwija się w jądro wcześniej, niż jajnik, powoduje ona wystawienie gonady żeńskiej na działanie czynnika transkrypcyjnego SRY, który powoduje, że u osobnika żeńskiego może dojść do wytworzenia typowej gonady męskiej. Gdy do połączeń tętniczo–żylnych dojdzie później, to hormon antymullerowski (AMH) i testosteron spowodują zaburzenie wytworzenia przewodów wyprowadzających gamety żeńskie i budowę zewnętrznych narządów płciowych żeńskich.
Cechy płciowe męskiego bliźniaka pozostają prawidłowe, mimo że nasienie samców rozpłodowych czasem wykazuje obniżoną wartość hodowlaną na skalę przemysłową.